# Nicole Bricq
Pour les articles homonymes, voir Bricq.
Nicole Bricq, née Vayssière le 10 juin 1947 à La Rochefoucauld (Charente) et morte le 6 août 2017 à Poitiers, est une femme politique française, membre du Parti socialiste puis de La République en marche.
Députée puis sénatrice, elle est nommée ministre de l'Écologie, du Développement durable et de l'Énergie dans le gouvernement Jean-Marc Ayrault I de mai à juin 2012, puis ministre du Commerce extérieur dans le gouvernement Jean-Marc Ayrault II, de juin 2012 à mars 2014. N'étant pas reconduite au gouvernement suivant, Nicole Bricq redevient sénatrice et rejoint en 2017 le groupe LREM. Elle meurt la même année dans un accident domestique.

## Biographie

### Formation
Nicole Bricq obtient une maîtrise en droit privé de l'université Bordeaux I en 1970.

### Entrée en politique
Au début des années 1980, elle est nommée Première secrétaire de la fédération de Paris du Parti socialiste. Longtemps membre du CERES (courant du Parti socialiste mené par Jean-Pierre Chevènement, classé à la gauche du PS), puis de Socialisme et République, elle est élue en 1986 conseillère régionale au Conseil régional d'Île-de-France où elle sera présidente de la Commission culture.
Lors des élections législatives de 1988, elle est candidate dans la onzième circonscription de Paris mais est battue par Nicole Catala. De 1988 à 1990, elle est conseillère technique au cabinet du ministre de la Défense, Jean-Pierre Chevènement, lequel succédait alors à André Giraud. En 1991, faisant partie de ceux qui approuvent l'engagement de la France dans la guerre du Golfe, elle rompt avec Jean-Pierre Chevènement, avec lequel elle avait déjà exprimé des différences de positions concernant l'Europe. Plus tard, elle participe activement à Socialisme et démocratie, auprès de Dominique Strauss-Kahn.
De 1992 à 1993, elle a été conseillère technique au cabinet de la ministre de l'Environnement Ségolène Royal qui succédait alors à Brice Lalonde.

### Députée puis sénatrice
En 1997, elle est élue députée dans la sixième circonscription de Seine-et-Marne (Meaux-Nord). Elle gagne au second tour dans une triangulaire face au député sortant et maire (UMP) de Meaux, Jean-François Copé et la candidate du Front national, Marie-Christine Arnautu. En 1998, elle produit pour le compte de la Commission des finances, de l'économie générale et du plan un rapport d'information sur la fiscalité environnementale suggérant notamment une réforme de la fiscalité au service de l'environnement et un renforcement de l'application du principe pollueur-payeur.
En 2001, elle devient conseillère municipale d'opposition à Meaux.
Elle échoue à être réélue aux élections législatives de 2002 face à Jean-François Copé, ne comptant au second tour qu'à peine 41 % des voix.
Le 26 septembre 2004 elle est élue sénatrice de Seine-et-Marne, après avoir été députée de ce même département. Elle siège à la commission des Finances. En octobre 2008, elle est élue vice-présidente de cette commission. En octobre 2011, elle est réélue sénatrice de Seine-et-Marne. Elle devient aussi rapporteure générale du Budget du Sénat au sein de la Commission des Finances, première femme à occuper ce poste. À ce titre et pour préparer le débat au Sénat sur les prélèvements obligatoires, elle produit en novembre de cette année avec la commission des Finances un rapport contenant un bilan critique et argumenté de la politique de prélèvements obligatoires pour la période 2007-2012, assorti de pistes et propositions de réforme pour le quinquennat à venir. Durant cette période et depuis 2009, elle est aussi un soutien important de François Hollande.

### Ministre des gouvernements Ayrault
Le 16 mai 2012, après l'élection de François Hollande à la présidence de la République, elle est nommée ministre de l'Environnement dans le premier gouvernement Ayrault (elle est remplacée par Hélène Lipietz au Sénat). Elle est dans cette tâche assistée par un ministre délégué, Frédéric Cuvillier, pour ce qui concerne les transports et de l'économie maritime. Elle est également chargée des questions d'énergie.
Le 13 juin 2012, elle annonce la suspension de tous les permis de forages exploratoires d'hydrocarbures au large de la Guyane. Elle souhaite protéger « la faune marine et de l'environnement », éviter le recours à la technique très polluante des boues à l'huile, et elle dénonce un code minier « inadapté et obsolète » ainsi que le « permis exclusif de recherches à un consortium privé sans contrepartie suffisante pour l'intérêt national ».
Le 21 juin 2012, elle devient ministre du Commerce extérieur dans le gouvernement Jean-Marc Ayrault (2), portefeuille pour lequel elle était pressentie après la victoire de François Hollande du fait de ses compétences économiques. Le journal Le Monde révèle que cette mutation est due aux pressions de l'Union française des industries pétrolières, des entreprises Shell et Total, ainsi que de la présidente du MEDEF Laurence Parisot qui ont appelé directement le Premier ministre et le président de la République François Hollande,. Guillaume Malaurie, grand reporter au Nouvel Observateur, y voit le signe d'une difficile entente entre le caractère « incontrôlable » de Nicole Bricq et l'écologisme pragmatique de Jean-Marc Ayrault. Le quotidien économique La Tribune avance une autre raison : le ministère aurait été jugé trop large pour Nicole Bricq. C'est la première fois depuis le milieu des années 1990 que le ministère du Commerce extérieur est un ministère de plein exercice.
À la suite de la démission de Jean-Marc Ayrault, le 31 mars 2014, Nicole Bricq n'est pas reconduite dans le gouvernement de Manuel Valls, qui lui succède. Quelques jours avant son départ du gouvernement, elle provoque une polémique par ses propos sur la cuisine de l'Élysée. Sans savoir qu'elle était filmée, elle qualifie en effet le repas servi aux représentants chinois en voyage officiel en France de « dégueulasse » comparativement à celui donné à Matignon. Ces propos, enregistrés par une chaine d'information en continu sur le perron de l'hôtel Matignon, suscitent l'indignation ou la moquerie sur les réseaux sociaux, illustrant selon certains la fracture entre les élus et la réalité vécue par les Français en période de crise. Elle présente ses excuses publiques auprès du chef cuisinier de l'Élysée Guillaume Gomez peu de temps après.

### Retour au Sénat et mort
Redevenue sénatrice le 3 mai 2014, elle devient responsable socialiste pour l'examen au Sénat de la loi « croissance et activité », dite loi « Macron », au printemps 2015. Elle devient l'une des premières parlementaires à soutenir la démarche d'Emmanuel Macron et adhère au mouvement En Marche ! dès le 6 avril 2016. Elle soutient Emmanuel Macron à l'élection présidentielle de 2017. À la suite de la victoire de celui-ci, elle est investie par La République en marche pour conduire la liste du parti aux élections sénatoriales de septembre 2017 en Seine-et-Marne, mais, face à des dissensions, y renonce en juillet 2017.
Elle meurt le 6 août 2017 à l'hôpital de Poitiers, à l'âge de 70 ans, des suites d'une chute accidentelle dans un escalier, à Rivières, au domicile de son frère Lucien Vayssière, maire de La Rochefoucauld. Ses obsèques sont célébrées à Angoulême le 11 août suivant, en présence de sa famille et de ses proches.
Hélène Lipietz lui succède une nouvelle fois au Sénat, où son éloge funèbre est prononcé le 11 octobre 2017.

### Vie privée
Elle était la compagne de Jean-Paul Planchou, ancien député PS.

## Fiscalité
En 1998, Nicole Bricq s'intéresse aux relations entre fiscalité et environnement. Pour la Commission des finances, de l'économie générale et du plan, elle produit un rapport d'information sur la fiscalité environnementale. Elle y suggère notamment une « réforme de la fiscalité au service de l'environnement » et un renforcement de l'application du principe pollueur-payeur.
En 2011, pour préparer et alimenter le débat sur les prélèvements obligatoires (Sénat, novembre 2011), Nicole Bricq a produit avec la commission des Finances un rapport détaillé sur les prélèvements obligatoires et leur évolution. Ce rapport inclut un bilan critique de la politique de prélèvements obligatoires pour la période 2007-2012, assorti de pistes de réforme pour le quinquennat à venir.
Nicole Bricq y montre que les prélèvements obligatoires n'ont pas été réduits de 0,6 point de PIB entre 2007 et 2012 (objectif du programme de stabilité de décembre 2007), mais que le taux des prélèvements obligatoires est au contraire passé de 43,4 % à 44,5 % (prévision du gouvernement pour 2012), ce qui correspond à une hausse de 1,1 point. Le rapport conclut aussi à un manque de lisibilité et à « l’injustice des réformes récemment faites en matière de fiscalité du patrimoine, à l'incohérence des choix en matière de fiscalité environnementale, à l’inconséquence de la réforme de la taxe professionnelle, à l’inefficacité de la défiscalisation des heures supplémentaires et à l’inutilité des mesures prises en matière de fiscalité immobilière ». Il propose pour les années 2012-2017 que les prélèvements apportent 50 % (10 milliards d’euros/an sur 5 ans) de l'effort de réduction des déficits (de 4,5 % du PIB en 2012 à l’équilibre en 2017), avec suppressions ou réductions de niches fiscales et niches sociales à faire « dans le cadre de réformes en profondeur des modalités de calcul des principaux impôts » (revenus, patrimoine, sociétés) ; « de manière à pouvoir accroître leur rendement tout en renouant avec la justice fiscale ».

## Détail des mandats et fonctions
- Ministre du Commerce extérieur de 2012 à 2014
- Ministre de l'Écologie, du Développement durable et de l'Énergie de mai à juin 2012.
- Sénatrice française, élue en Seine-et-Marne, de 2004 à 2012 et de 2014 à 2017.
- Députée française, élue dans la sixième circonscription de Seine-et-Marne, de 1997 à 2002.
- Conseillère régionale d'Île-de-France de 1983 à 1989.